# Aulogymnus minyas
Aulogymnus minyas är en stekelart som först beskrevs av Walker 1847.  Aulogymnus minyas ingår i släktet Aulogymnus och familjen finglanssteklar. Inga underarter finns listade.